# Mokoma
Mokoma és una banda finlandesa de thrash metal formada a Lappeenranta el 1996. La seva música també té influències del grindcore i del death metal amb la melangia tradicional finlandesa.

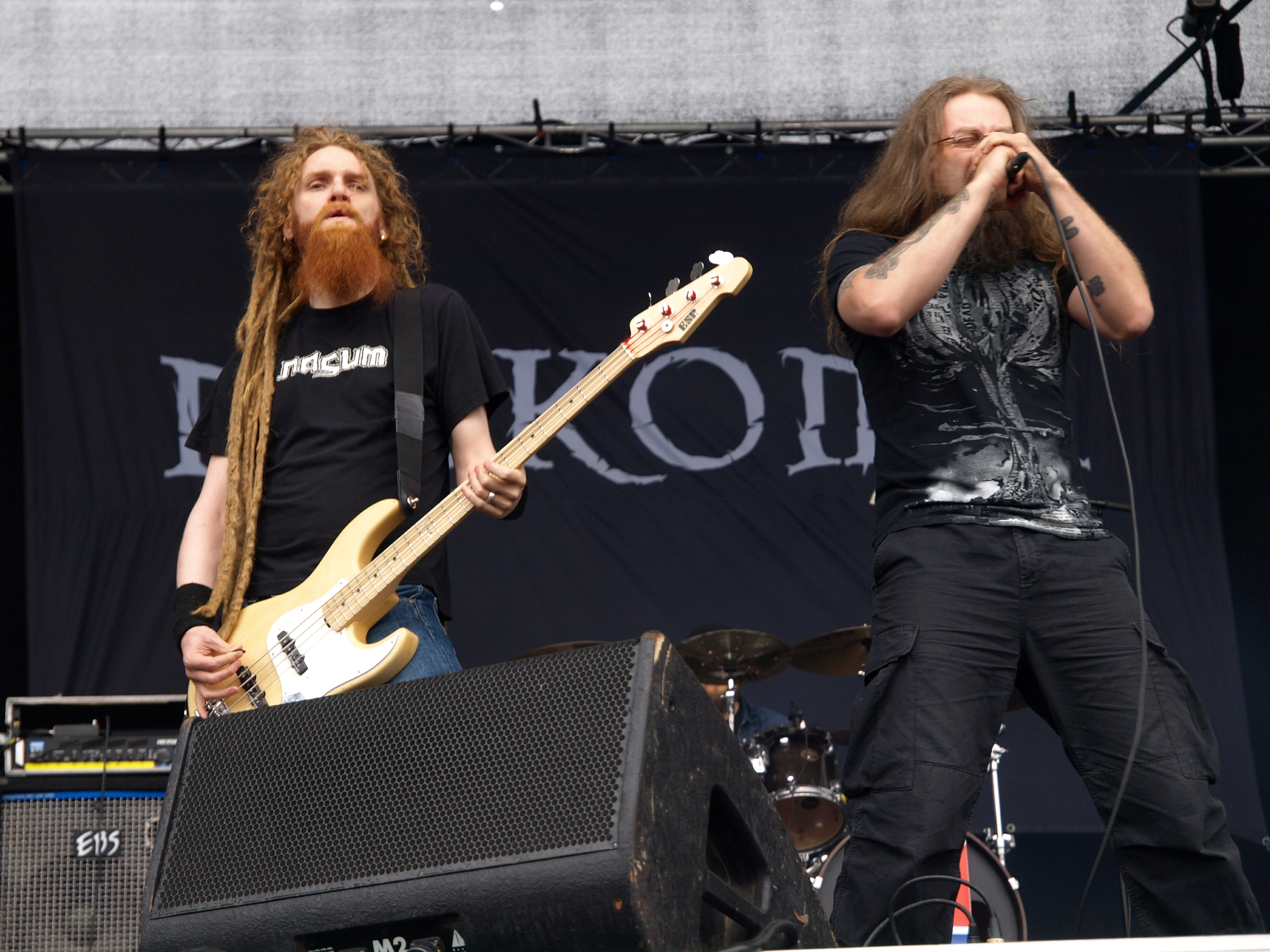
Santtu Hämäläinen i Marko Annala

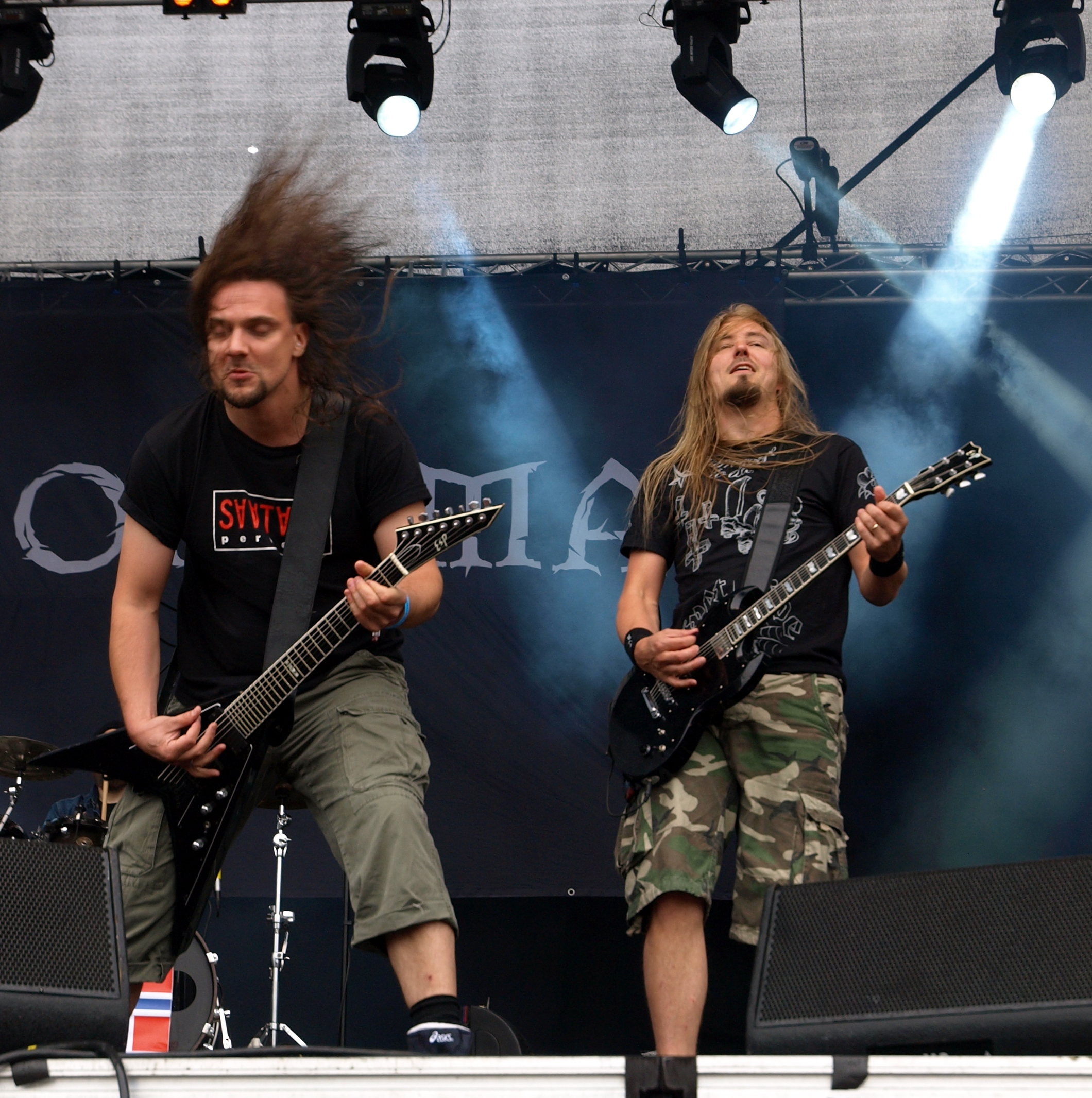
Kuisma Aalto i Tuomo Saikkonen

Mokoma va començar com a creació de Marko Annala, el cantant principal de la banda, i ha estat l'únic membre original de la banda. El nom prové de l'àvia de la seva xicota Karelian la qual deia sovint “Voi siuta mokomaa” (que vol dir "oh gosh, tu i els teus trucs"). Mokoma és una paraula semblant, però lleugerament amb més gràcia, per dir "maleït" o "condemnat". Al llarg dels anys diversos membres han arribat i marxat de la banda, però només Marko s'ha mantingut constant.
La banda va començar com una banda de rock més tradicional amb els seus dos primers àlbums "Valu" i "Mokoman 120 päivää". Tot i això, tots dos àlbums es van vendre malament i finalment es van deixar caure quan van suggerir a la seva companyia discogràfica (EMI) que volien tocar alguna cosa més a prop del seu cor, el thrash metal. El grup es va mudar i va crear la seva pròpia companyia discogràfica, anomenada Sakara Records, i van publicar el seu tercer àlbum "Kurimus", que a vegades es considera el primer àlbum de thrash metal cantat en finès. Aquest va ser el primer llançament de la companyia discogràfica independent Sakara Records. Des d'aleshores, han publicat set àlbums més i un EP anomenat "Viides vuodenaika", que va assolir la posició 1 a les llistes de vendes d'àlbums en finlandès. L'any 2015 publicaren l'àlbum "Elävien kirjoihin".

## Membres

### Alineació actual
- Marko Annala - veu (1996 – actualitat), guitarra (1996-actualitat)
- Tuomo Saikkonen - guitarra i veu (1997 – actualitat)
- Kuisma Aalto - guitarra i veu (1997 – actualitat)
- Janne Hyrkäs - bateria (2000 – actualitat)
- Santtu Hämäläinen - baix elèctric (2004 – actualitat)

### Ex-membres
- Heikki Kärkkäinen - baix elèctric (1997-2004)
- Janne Hynynen - bateria (1997–1999)
- Roope Laasonen - teclats (1997)
- Juhana Rantala - bateria de sessió (1999)
- Raikko Törönen - bateria (1999)
- Mikko Ruokonen - bateria de sessió (1999)

### Sessió i músics convidats
- Netta Skog - Laulurovio va ser músic de sessió per alguns àlbums a més de tocar l'acordió i cantar des de l'any 2016 (2016 -)

## Discografia

### Àlbums
- Valu (Casting) (1999)
- Mokoman 120 päivää (120 Days of Mokoma) (2001)
- Kurimus (Whirlpool) (2003)
- Tämän maailman ruhtinaan hovi (The Court of The Ruler of This World) (2004)
- Kuoleman laulukunnaat (Singing Grounds of Death) (2006)
- Luihin ja ytimiin (To the Bone) (2007)
- Sydänjuuret (Heartstrings) (2010)
- Varjopuoli (Drawback) (2011)
- 180 astetes (180 Degrees) (2012)
- Elävien kirjoihin (Into the books of the living) (2015)
- Laulurovio (cançó pira) (2016)
- Pitimet Hengen (titulars d'esperit) (2018)
- Ihmissokkelo (2020)

### EPs / singles
- Kasvan (solter, 1999)
- Perspektiivi (solter, 1999)
- Seitsemän sinetin takana (single, 2001)
- Rajapyykki (solter, 2001)
- Takatalvi (gratuït, descarregable senzill, 2003)
- Punainen kukko (EP, 2003)
- Hiljaisuuden julistaja (gratuït, descarregable senzill, 2004)
- Viides vuodenaika (EP, 2006)
- Nujerra ihminen (descarregable single, 2007)
- Sydänjuuret (single descarregable, 2010)
- Juurta jaksain (EP, 2010)
- Sarvet esiin (single descarregable de l'artista de rap finlandès Petri Nygård, 2010)
- Sydän paikallaan (descarregable single, 2011)
- Valkoista kohinaa (descarregable single, 2012)
- Punamultaa (single descarregable, 2012)
- Yksi (EP, 2013)
- Sinne missä aamu sarastaa (single descarregable, 2015)

### DVDs
- Mokoma DVD - Mäntit tien päällä (2004)
- Sakara Tour 2006 (2007)